# Enrico Astorri
Enrico Astorri (10. března 1859 Piacenza – 15. října 1921 Milán) byl italský sochař. Bývá chybně zaměňován za italského sochaře podobného jména, narozeného v Paříži: Pier Enrico Astorri (1882–1926).

## Život
Enrico Astorri byl od čtyř let sirotkem a vyrůstal ve skromných poměrech. Nejprve se vyučil kovářem a pak se podporou strýce učil sochařství v Instituto Gazzola v Piacenze, v Janově a nakonec ve slavné Accademia di Brera v Miláně. Roku 1879 ho proslavil návrh pomníku Viktora Emanuela II v Parmě. Od roku 1885 měl vlastní dílnu v Miláně. Vystavoval kromě Itálie také v Paříži, Mnichově, v Rusku, Uruguayi a Argentině (1896). Roku 1920 onemocněl a byl paralyzován, ale pokračoval v práci až do své smrti 15. října 1921.

## Dílo

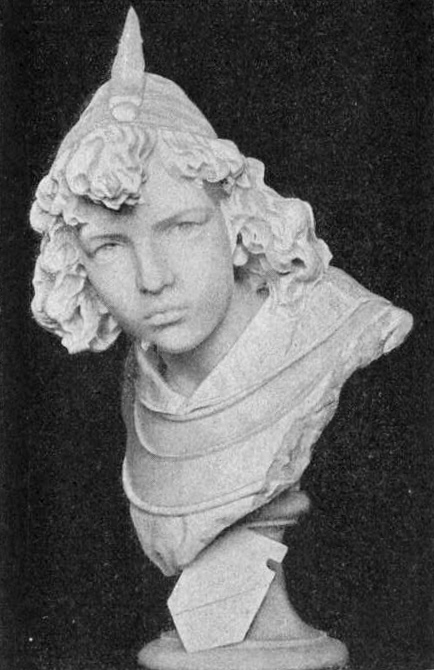
Enrico Astorri, Busta pážete, 1891

Umělecká studia Enrica Astorriho byla krátká a nesoustavná, ale brzy dosáhl značné zručnosti. Ve 20 letech na sebe upozornil pomníkem prvního krále sjednocené Itálie Viktora Emanuela II. v Parmě na centrálním náměstí Piazza Garibaldi. Pomník byl později přemístěn na Královské náměstí (Piazzale della Pace), ale za II. světové války byl zničen během bombardování.
Roku 1884 vystavoval v Turínu sochu La Serenata a bustu Umberta I., roku 1885 v Miláně Pesca interrotta, 1886 v Miláně dílo Compagni di sventura (druhové v neštěstí) a roku 1887 v Benátkách sochu Rondinella pellegrina. Roku 1889 vytvořil sochu Garibaldiho v Piacenze. Model sochy Garibaldiho je nyní v Museo del Risorgimento v Piacenza v Palazzo Farnese. Enrico Astorri realizoval většinu svých soch v mramoru (busta Giuseppe Mazzini, Piacenza), socha Kryštofa Kolumba v jeho rodišti, městečku Bettola.
Ve Vicenze vytvořil pomníky: Alessandro Volta, generál Santos, generál Fara. Mnoho portrétů, poprsí a jiných náhrobních skulptur se nachází na Monumentálním hřbitově (Cimitero Monumentale) v Miláně. Jeho další práce jsou v Somme Lombardo, v Melegnanu a v Bari. V Busto Arsizio vyrobil čtrnáct bronzových reliéfů Via Crucis a bronzové dveře baziliky sv. Jana Křtitele.
Roku 1900 byl vybrán pro Světovou výstavu v Paříži a roku 1901 se zúčastnil výstavy v Mnichově a na obou výstavách byl oceněn zlatou medailí za sochu La Filatrice araba (Arabská přadlena). Tato socha existuje v četných kopiích a objevuje se v aukcích.

### Známá díla
- Busta pážete, 1891, Münchener Jahresausstellung von Kunstwerken Aller Nationen
- Schiavo abissino (Otrok z Habeše), busta, 1892
- La Filatrice araba (Arabská přadlena), poprvé 1894, Triennale Milan, 1900 Světová výstava v Paříži, 1901 Mnichov
- Dívčí hlava, 90. léta 19. stol., mramor, Národní galerie v Praze, odkaz Josefa Hlávky
- Děvče s rancem, bronz
- Dívka se štěnětem, mramor
- Kominíček
- Dívka s bubnem a opicí
- Nosička vody
- Kleopatra